# Kloster Panagia Polemarcha

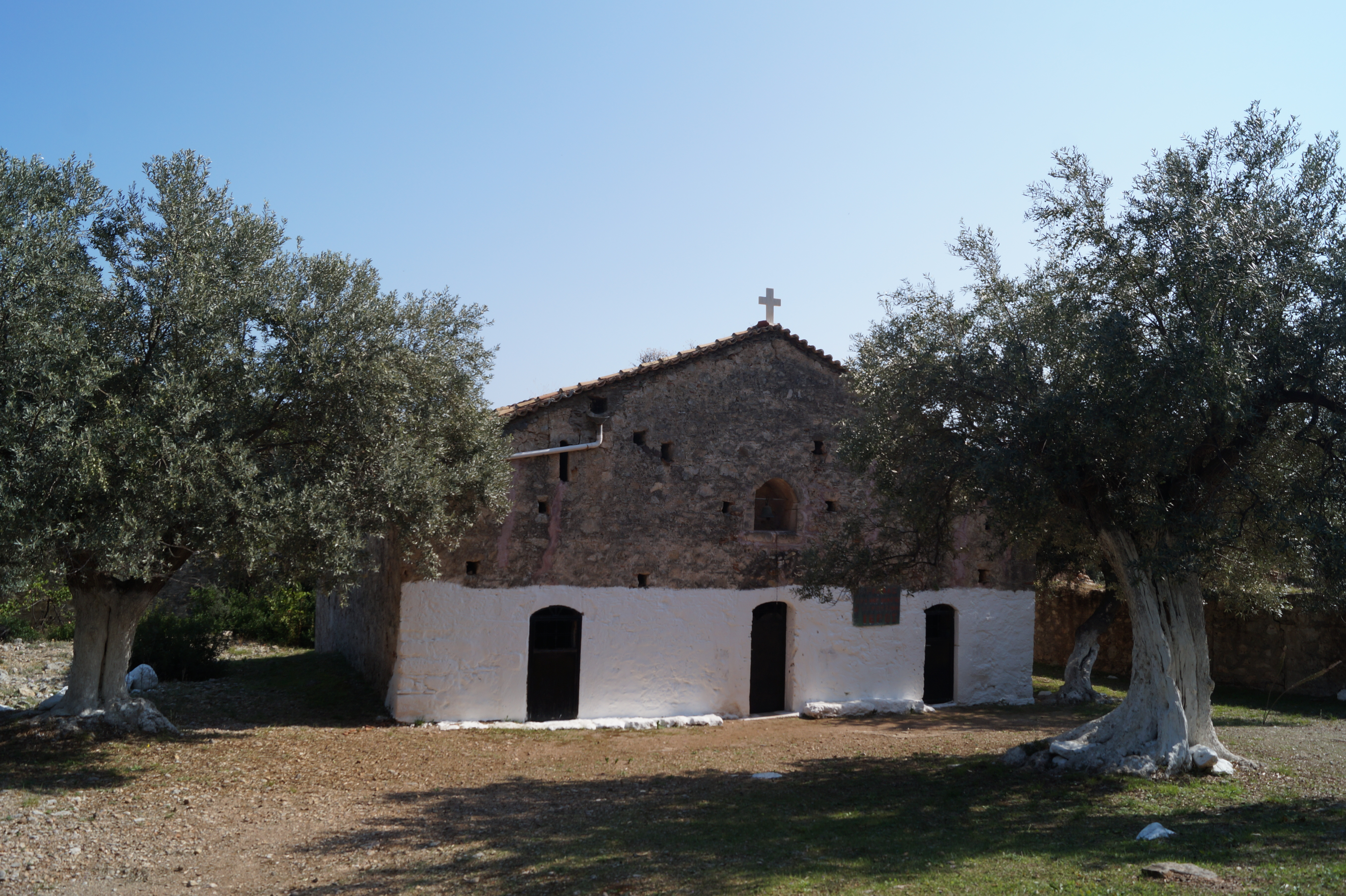
Katholikon des Klosters Panagia Polemarcha

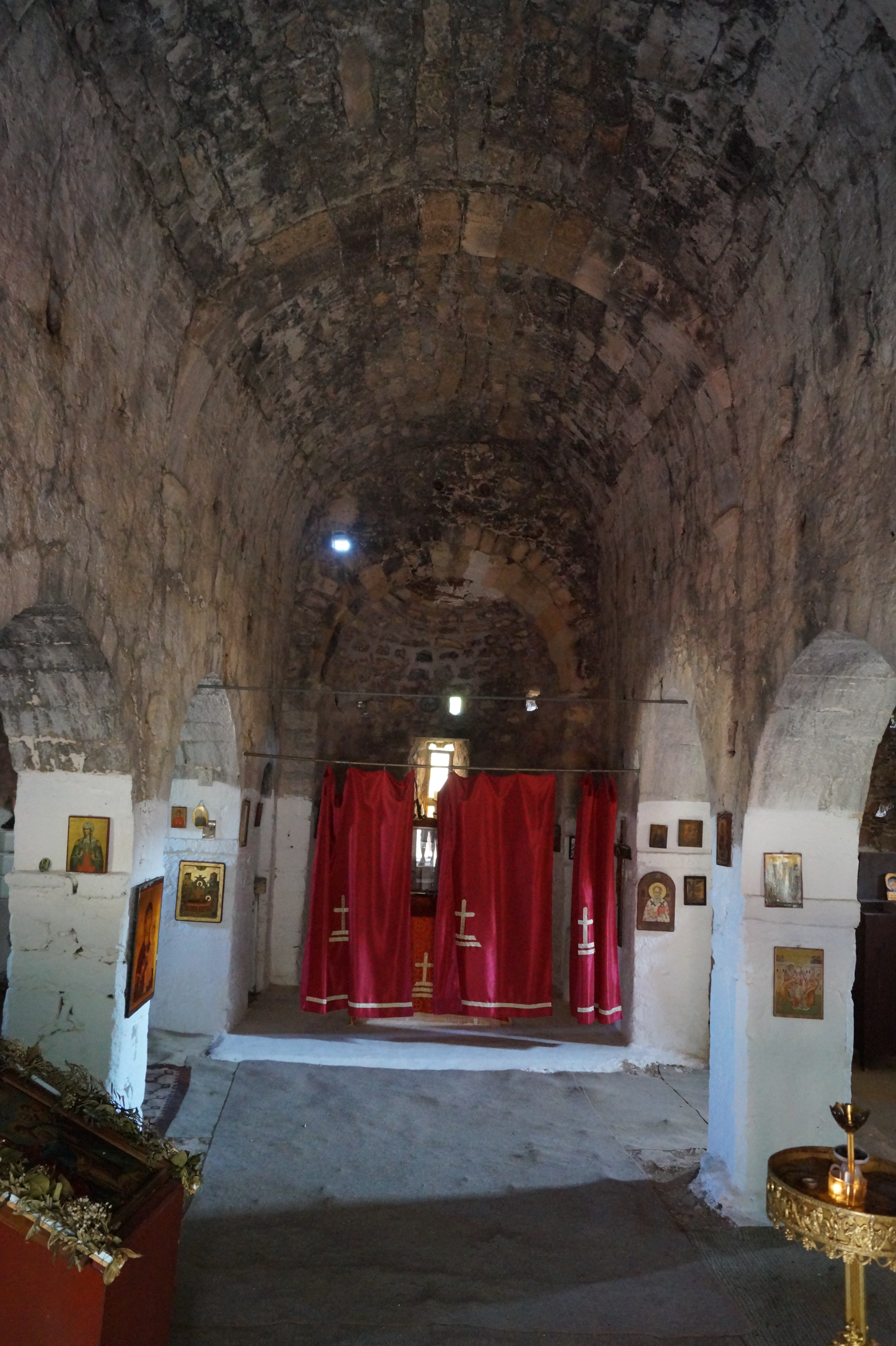
Mittelschiff der Kirche des Klosters Panagia Polemarcha

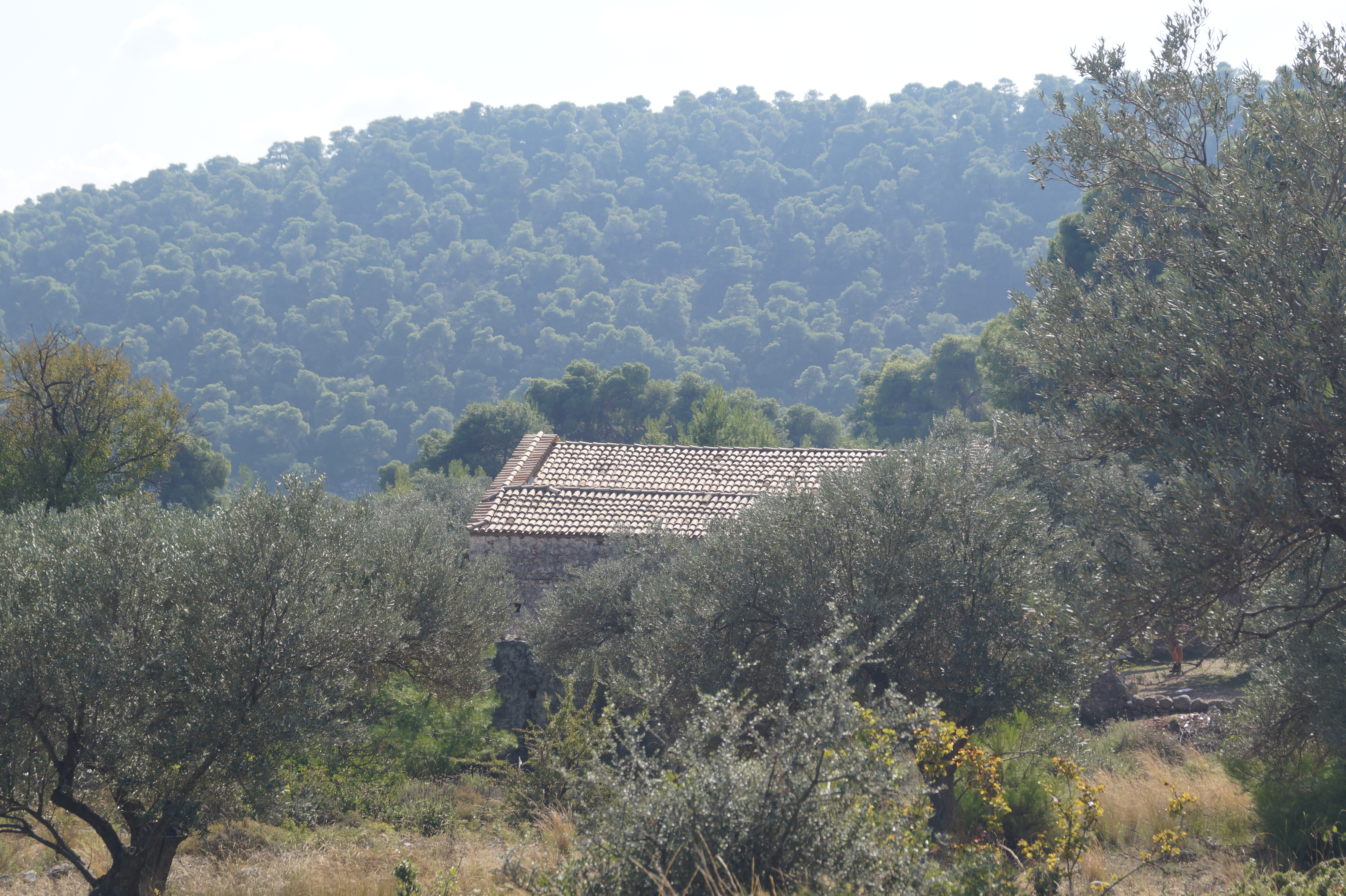
Dach der Kirche des Klosters Panagia Polemarcha

Kloster Panagia Polemarcha (griechisch Μονή της Παναγίας της Πολεμάρχας) ist eine Klosterruine etwa 2 km nördlich von Palea Epidavros. Sie liegt am abgelegenen Strand von Polemarcha und ist eine der wichtigsten Stätten des Quietismus in der Gemeinde Epidavros. Sie ist Maria geweiht.

## Geschichte
Anfang des 15. Jahrhunderts wurde Antonios von Kalamata im Kloster Agnounta zum Mönch geweiht. Kurze Zeit später zog er sich als Einsiedeler an den Strand von Polemarcha zurück. Die Mönche Iosef und Nikolai folgten ihm und man begann mit dem Bau einer kleinen Kirche und von Klosterzellen. Das Kloster wuchs weiter an und Mitte des 15. Jahrhunderts gründete man etwa 7 km westlich bei Dimena das Kloster Pammegisti Taxiarches. Als Antonios starb, verließ Nikolai das Kloster und begab sich zum Heiligen Berg und später wurde er sogar Patriarch von Konstantinopel.
Im 16. Jahrhundert kam es zu zahlreichen Piratenüberfällen. Aus diesem Grund verließen die Mönche das Kloster und gründeten Kloster Kalami etwa 7 km südwestlich auf einem Hochtal auf dem Berg Velanidia. Dieses Kloster liegt unweit der Hafenstadt Palea Epidavros, ist aber vom Meer aus nicht zu sehen.

## Beschreibung
Das Kloster befindet sich etwa 130 m westlich des Polemarcha-Strands. Seine West-Ost-Ausdehnung beträgt etwa 40 m und von Nord nach Süd misst es etwa 30 m. Die Umfassungsmauer ist größtenteils noch über einen Meter hoch erhalten. In der Südwestecke sind die Ruinen einiger Gebäude, die sich an die Mauer anlehnten, erhalten. Etwa 3 m östlich des Klosters gibt es eine Zisterne von 5 × 2 m Größe. Das Katholikon des Klosters steht etwa in der Mitte des Klosters und ist noch komplett erhalten. Hierbei handelt es sich um eine dreischiffige Kirche. Sie ist etwa 12 m lang und 11 m breit. Nur das mittlere Schiff verfügt im Osten über eine halbrunde Apsis.
An der Westfront gibt es drei Eingänge. Über dem mittleren Eingang gibt es eine Nische, in der für gewöhnlich Heiligenfiguren aufgestellt wurden. Diese Nische wurde jedoch zum Glockenturm umfunktioniert. Bemerkenswert ist die Konstruktion des Satteldachs. Der mittlere Teil des Dachs über dem mittleren Schiff ist tiefer gelegen als das über den äußeren Schiffen. Es kann somit nicht über die Seiten entwässert werden. Deshalb verfügt es an beiden Seiten über eine Dachrinne, die das Regenwasser aus zwei rechteckigen Öffnungen in der Westfront leiten. Die Außenmauer ist an der Front etwa 2 m hoch und an den Seiten etwa 0,80 m hoch weiß getüncht.
Im Innern sind die drei Schiffe durch Säulenreihen mit offenen Bögen, die das Tonnengewölbe der Schiffe tragen, voneinander getrennt. Das mittlere Schiff ist etwas breiter als die äußeren. Die Wände tragen keine Fresken und sind bis etwa 1,50 m Höhe weiß getüncht. Sie verfügt auch über keine Ikonostase und der Altarraum ist nur durch einen Vorhang von dem Naos getrennt.